# CBS今晨
《CBS今晨》（英語：CBS This Morning）是美國的一個晨間電視節目，由CBS播出。《CBS今晨》的播出時間是週一至週五的早上7:00至9:00（美國東部時間）。《CBS今晨》曾在1987年至1999年播出，後被《早間秀》取代。2012年之後，《CBS今晨》再次開始播出。目前在美國三大電視網的晨間節目戰場中，《CBS今晨》的收視率排在第三位。
2021年8月30日，CBS宣布本節目的平日版將於9月7日起由《CBS早晨》取代，周六版的《CBS今晨》也將於9月18日起更名為《CBS週六早晨》。

## 外部連結
- 官方网站
- 互联网电影数据库（IMDb）上《CBS This Morning (1987 version)》的资料（英文）
- 互联网电影数据库（IMDb）上《CBS This Morning (2012 version)》的资料（英文）